# Hoffman Estates
Hoffman Estates – wieś w aglomeracji chicagowskiej w Stanach Zjednoczonych, leżące częściowo w granicach hrabstwa Cook jak i hrabstwa Kane. 

## Demografia
- Powierzchnia: 51,5 km²
- Ludność: 50 179 (2023)[1]
- Gęstość zaludnienia: 974,3 os./km²